# Sugababes
Sugababes é um girl group britânico composto por Keisha Buchanan, Mutya Buena e Siobhán Donaghy. A formação mudou três vezes antes de retornar a original em 2019. Formadas em 1998 por Ron Tom, o empresário do All Saints, elas lançaram seu álbum de estreia,One Touch, pela London Records em novembro de 2000. Alcançou sucesso moderado e produziu "Overload"; single que foi top-dez no UK Singles Chart. Em 2001, Donaghy deixou o grupo e foi substituída por Heidi Range. Com essa formação, as Sugababes lançaram três álbuns que foram certificados com multi-platina pela BPI: Angels with Dirty Faces (2002), Three (2003) e Taller in More Ways (2005). Em dezembro de 2005, Buena foi substituída por Amelle Berrabah. Após o lançamento de seu primeiro álbum de maiores sucessos, elas lançaram os discos Change (2007) e Catfights and Spotlights (2008).
Em 2009, após 11 anos nas Sugababes, Buchanan, a última integrante original, foi substituída por Jade Ewen. A nova formação lançou Sweet 7 (2010), após o qual assinaram com a RCA Records, antes de entrarem em um hiato por tempo indeterminado em 2011. Naquele ano, a formação original se reformou como Mutya Keisha Siobhán e lançou o single "Flatline". O trio recuperou o nome Sugababes em 2019 e, em 2021, relançaram One Touch para celebrar seu 20º aniversário. Em 2022, elas lançaram The Lost Tapes, um álbum com material inédito.
As Sugababes alcançaram seis canções número um no UK Singles Chart: "Freak like Me", "Round Round", "Hole in the Head", "Push the Button", "Walk This Way" e "About You Now". As Spice Girls são o único grupo feminino britânico a ter mais. Elas também lançaram cinco álbuns no top 10 do UK Albums Chart, quatro dos quais foram certificados como platina no Reino Unido, e foram indicadas a seis Brit Awards, vencendo o prêmio de Melhor Artista Britânico de Dance em 2003. Elas têm sido uma presença constante nos tabloides devido às suas mudanças de formação e relatos de supostas brigas internas.

## Trajetória

### 1998—2001:One Touch: A formação original
O grupo foi criado, quando Keisha Buchanan e Mutya Buena, amigas desde os oito anos de idade, conheceram Siobhán Donaghy em uma festa, quando tinham apenas 13 anos, e lá foram apresentados por Ron Tom. Buena e Donaghy já trabalhavam separadamente com Ron Tom, e quando foram filmar o vídeo da canção Overload, foi sugerido que ficaria mais interessante com uma terceira integrante.
Keisha Buchanan foi convidada por sua amiga Mutya para assistir às gravações e questionada sobre suas habilidades vocais, foi convidada a se juntar a elas. O nome "Sugababes" origina do apelido de Buchanan "Sugar Baby".
Aos catorze, as três conseguiram um contrato com a gravadora "London Records" e começaram a se chamar "Sugababes".
O single de estreia foi "Overload" que atingiu o top 10 nas paradas inglesas e foi indicado ao Brit Awards, renomado prêmio da indústria britânica. O álbum "One Touch" foi co-escrito pelas integrantes com a ajuda do produtor musical Cameron McVey. O álbum produziou outros três hits no top 20 das paradas, "New Year", "Run for Cover" e "Soul Sound".
Durante a turnê do álbum, a integrante Siobhán Donaghy deixou o grupo, inicialmente alegando que gostaria de seguir uma carreira em Moda., Desde sua partida, Siobhán já lançou dois álbuns a solo. Heidi Range, foi logo anunciada como substituta de Siobhán em 2001.
Mesmo tendo atingido 26° lugar nas paradas dos álbuns ingleses e tendo um resultado ainda melhor na Alemanha, onde atingiu o 7° lugar, a gravadora London Records decidiu quebrar o contato com o trio.

### 2002—03:Angels with Dirty FaceseThree
O trio já estava trabalhando em novo material com a nova integrante Heidi Range quando conseguiram um contrato com uma nova gravadora, desta vez a gravadora "Island Records". O primeiro single na nova gravadora foi "Freak Like Me" produzida pelo renomado produtor "Richard X".A canção se tornou o primeiro single #1 da banda, e o vídeo marcou a estreia de Heidi Range.
O segundo single lançado com a nova integrante, intitulado "Round Round", produzida pelo time de produtores "Xenomania", foi o segundo #1 do grupo e deu início a uma carreira internacional mais sólida, atingindo posições respeitáveis em mercados como Nova Zelândia e Austrália.
Com estes dois singles #1, o segundo álbum foi finalmente lançado, com o título "Angels with Dirty Faces". O álbum estreou em #2 no Reino Unido e foi um sucesso comercial em toda Europa, acabando por receber o certificado "Triple Platinum" (Platina Tripla) no Reino Unido e vendendo mais de um milhão de cópias na Europa.
O terceiro single do álbum, é uma balada chamada "Stronger", que garantiu mais um hit no top 10 no Reino Unido. O single foi lançado no formato "double A-side", ou seja, duas canções foram promovidas simultaneamente. A canção que acompanhava "Stronger", foi "Angels With Dirty Faces", que mais tarde se tornou música tema, somente na Inglaterra, do filme "Garotas Super Poderosas".
O quarto single, "Shape", usa como fundo a canção "Shape of My Heart" do cantor Sting. A música atingiu a #11 colocação no Reino Unido e obteve relativo sucesso comercial em outros países europeus. O single continha a versão ao vivo do seu primeiro hit #1 "Freak Like Me" que foi gravado durante o Brit Awards de 2003. Nesta premiação o trio ganhou o prêmio de "Melhor Ato Dance Britânico".

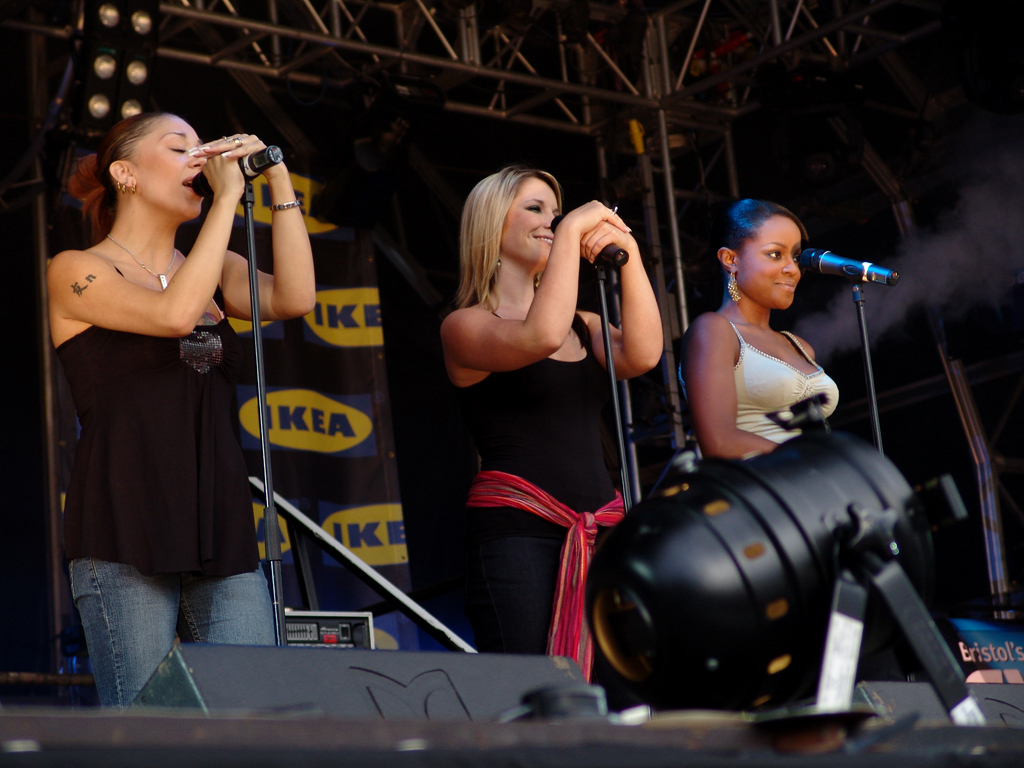
Sugababes em Maio de 2005

O terceiro álbum do trio, chamado "Three" foi lançado no final de 2003 e atingiu a #3 colocação nas paradas. O primeiro single deste álbum, "Hole in the Head", produzida novamente pelo time de produção "Xenomania" atingiu a 1ª colocação na parada dos singles no Reino Unido e foi o primeiro single a conseguir uma posição nas paradas americanas, atingindo a posição #96.
O 2º single, "Too Lost in You", que fez parte da trilha sonora do filme O Amor Acontece, foi escrita por "Diane Warren" e foi mais um hit no top 10 britânico. A canção obteve ótima repercussão, inclusive fazendo sucesso no mercado asiático. O 3° single, "In the Middle", lançado em 2004, atingiu #8 no Reino Unido. O 4° e último single retirado do álbum "Three" foi a balada "Caught in a Moment", que também atingiu #8 no Reino Unido.
Em 2004, o trio se uniu a banda "Coldplay", e cantores como "Dido" e "Robbie Williams" para gravar a música "Do They Know It's Christmas?", originalmente de 1984. A canção faz parte da fundação BAND AID, que tem como objetivo erradicar a fome na Etiópia.
Depois de um período fora da indústria musical, o trio começou a gravar o seu 4° álbum. Além disso, a integrante Mutya Buena anunciou estar grávida. A criança nasceu em março de 2005. O grupo voltou a se apresentar, depois de mais de um ano de hiato, no "Live 8". Neste período de hiato trabalharam com diversos escritores e produtores, incluindo o produtor americano "Dallas Austin", conhecido por produzir hits para "TLC", "Madonna", "Gwen Stefani" e outros.

### 2005—06:Taller in More WayseOverloaded: The Greatest Hits: Nova integrante

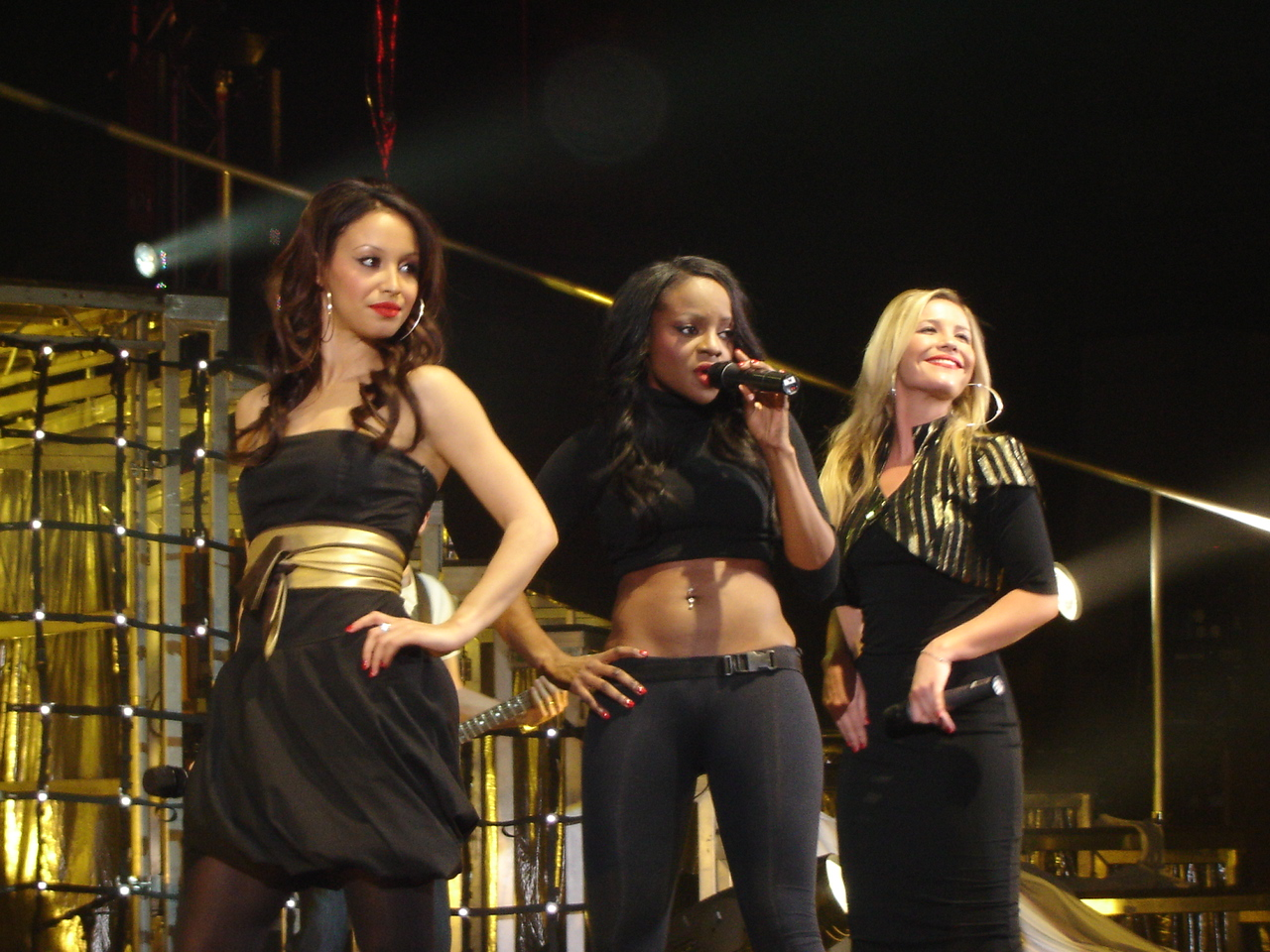
A nova formação do Sugababes em 2006

Em 2 de outubro de 2005, a faixa "Push the Button", produzida por Dallas Austin estreou em #1 no Reino Unido, dando ao grupo seu quarto single #1. O single vendeu impressionantes 300 mil cópias, somente no Reino Unido e foi indicado ao Brit Awards como melhor single do ano. A canção obteve ainda mais êxito nas paradas australianas, americas e neo-zelandesas.
Em 16 de outubro de 2005, "Taller in More Ways", se tornou o 1° álbum do grupo a atingir a #1 colocação na parada de álbuns. Nesta mesma data, o grupo celebrou ser o #1 em diversas paradas: álbuns, singles, execuções nas rádios e downloads oficiais.
Uma aparente doença não permitiu Mutya Buena de promover o novo single "Ugly", caso que não impediu que o single obtivesse muito sucesso, atingindo a #3 colocação nas paradas do Reino Unido. No dia 21 de dezembro de 2005 foi anunciado que Mutya havia deixado o grupo Sugababes.
De acordo com um pronunciamento no site oficial, "a decisão de Mutya foi puramente por razões pessoais e ela continuará amiga das integrantes Keisha e Heidi". Keisha se pronunciou a respeito da partida de Mutya dizendo que todos sentiriam a falta de Mutya, mas estavam cientes de que havia um lugar para trazer uma nova integrante ao Sugababes e continuar seu legado.
Amelle Berrabah se juntou ao grupo no fim de dezembro.
O 3° single do álbum foi uma nova versão da canção "Red Dress", agora com os vocais de Amelle Berrabah substituindo os vocais de Mutya Buena. A música foi o terceiro hit top 5 consecutivo do grupo, estreando na #4 colocação. A nova edição do álbum lançado no começo de 2006, continha três músicas re-gravadas com os vocais de Amelle, e uma faixa inédita, co-escrita por Amelle, Keisha e Heidi. A re-edição estreou na 18° colocação nas paradas dos álbuns. Logo após o lançamento da re-edição, "Taller in More Ways" foi certificado platina, vendendo mais de um milhão de cópias na Europa.
O último single de "Taller in More Ways" foi "Follow Me Home", lançado somente no Reino Unido, atingindo a #32 posição, se tornando o single com o pior desempenho do grupo.
Sugababes retornaram ao estúdio para trabalhar em um 5° álbum, mas na metade de 2006, por razões contratuais, gravaram duas canções inéditas para lançar uma compilação com todos os seus hits. Intitulado "Overloaded: The Singles Collection", teve como 1° single, a canção "Easy", que atingiu a 8ª colocação no Reino Unido. O álbum foi lançado uma semana depois, atingindo a 3ª colocação na parada dos álbuns mais vendidos. A compilação contêm todos os hits lançados desde seu primeiro álbum "One Touch" até "Taller in More Ways", porém sem as canções "New Year", "Soul Sound", "Angels With Dirty Faces" e "Follow Me Home". Um DVD com os clipes contidos no CD foi lançado simultanemanete, assim como uma edição especial do CD que continha um CD com performances ao vivo.
No fim de 2006, Sugababes anunciou que faria uma colaboração com o grupo Girls Aloud para participar do evento "Comic Relief". O evento sempre tem a tradição de lançar um single benificente. A canção em questão é um cover da canção "Walk This Way" da banda "Aerosmith". O sucesso da canção garantiu ao grupo, em conjunto com o grupo "Girls Aloud", mais um #1 no Reino Unido. Se tornando então seu #5 single, e o 1° com a nova integrante Amelle Berrabah.
Também foi o inico da "Overloaded: The Singles collection Tour".

### 2007—08:ChangeeCatfights and Spotlights: Sucesso
Depois de uma bem sucedida turnê para promover o álbum Greatest Hits, o grupo retornou ao estúdio em abril de 2007 para trabalhar em mais canções para um novo álbum, desta vez, com canções inéditas com a nova integrante Amelle Berrabah. O grupo trabalhou novamente com "Dallas Austin", "Xenomania" e também com o produtor "William Orbit".

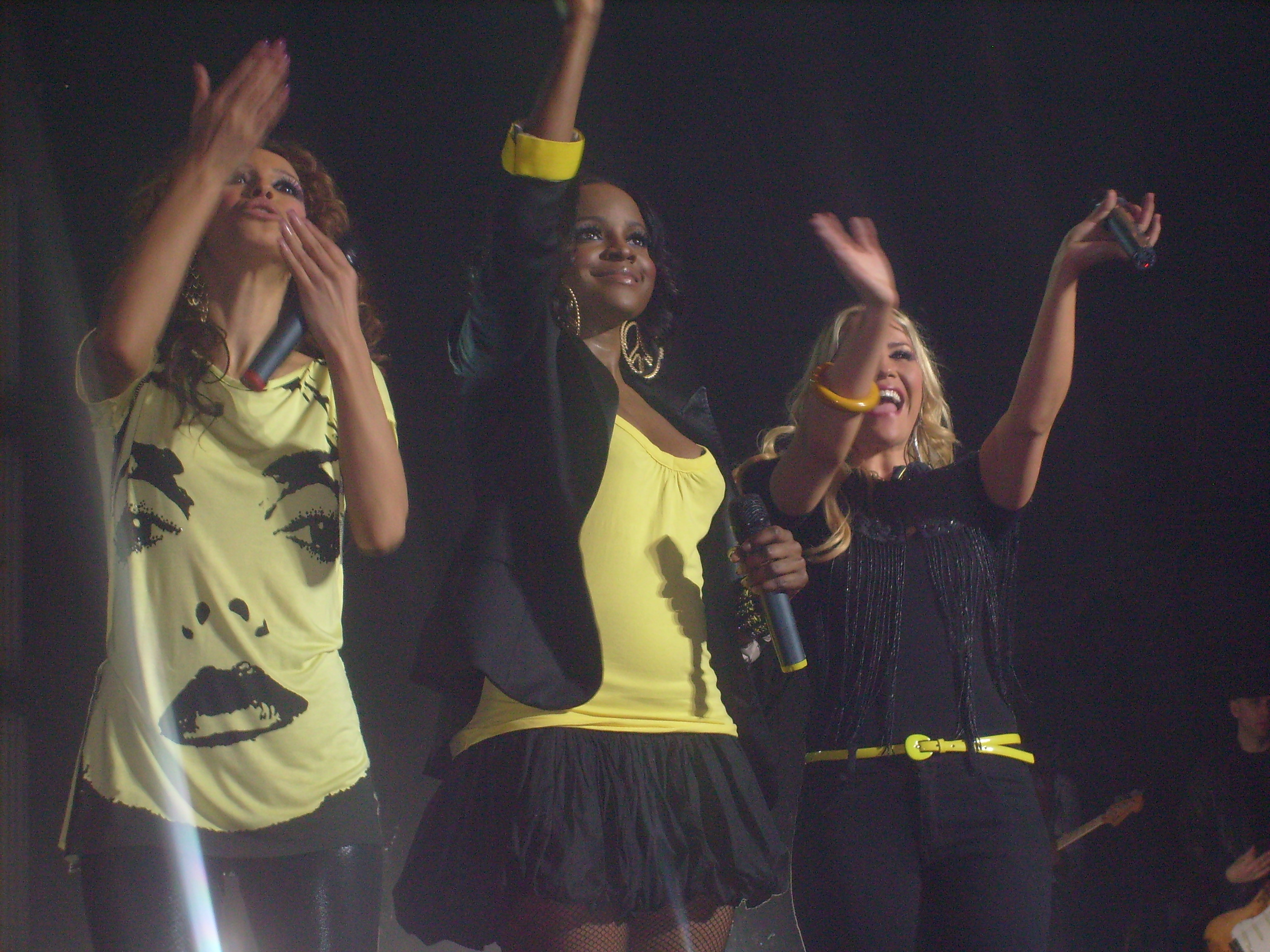
Terceira formação do Sugababes em abril de 2008 durante a Change Tour, a sua maior turnê até à data

Como as regras nas paradas inglesas mudaram, muitos artistas adotaram uma posição para se adequar a estas novas regras. O grupo lançou o 1° single do novo álbum, intitulado "About You Now", para download no dia 24 de setembro, para que uma semana depois, no dia 1o de outubro, lançar o single físico. A canção foi produzida por "Dr. Luke", que é mais conhecido por produzir artistas como Kelly Clarkson, Avril Lavigne, Pink e escrita pela cantora/escritora "Cathy Dennis", que escreveu hits como "Can't Get You Out Of My Head" de Kylie Minogue e "Toxic" de Britney Spears. O single "About You Now" obteve extremo êxito em apenas uma semana e garantiu a Sugababes seu 6° #1. Isto marca Sugababes como primeiro artista a obter o #1 somente com downloads.
O álbum "Change" foi lançado e conseguiu boas posições. Ainda rendeu mais dois singles de sucesso.
O álbum "Catfights and Spotlights" foi lançado no Reino Unido a 20 de Outubro de 2008, sendo composto por 12 canções. O primeiro single do álbum foi "Girls", lançado no mês de Outubro. O álbum alcançou o oitavo lugar do top do Reino Unido, vendendo mais de 23,000 copias na primeira semana. O andamento deste álbum no top do Reino Unido foi uma desilusão comparado com os seus álbums anteriores, apesar de ser considerado um bom álbum. O segundo e último single do álbum foi "No Can Do". As Sugababes não planejam qualquer turnê para 2009, para poderem se concentrar na produção do novo álbum, com grandes produtores.

### 2009—10:Sweet 7e saída de Keisha Buchanan
As Sugababes retornam com o primeiro single de seu 7° álbum, intitulado Get Sexy, produzido por grandes produtores de Los Angeles, a música mistura batidas de electropop e R&B na medida certa. O single foi lançado no dia 30 de Agosto e debutou na posição #2 nas paradas do Reino Unido.

O novo single mostra um novo rumo e estilo, mas ainda com aquele inconfundível som Sugababes. A primeira exibição da música foi no Scott Mills Radio 1 Show no dia 07 de julho de 2009 e o clipe estreou no final de Julho. Além disso, a canção foi bem recebida pelos críticos e o clipe também.

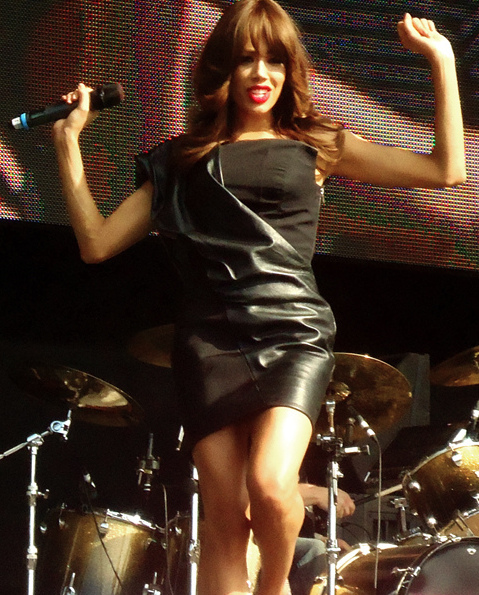
Jade Ewen perfomando com as Sugababes em 2011, após a partida de Buchanan

Depois de muitos rumores a indicarem que seria Amelle a abandonar o grupo, surgiu finalmente o anuncio de que era Keisha Buchanan quem estava deixando a banda. A cantora era único elemento que restava da formação original e revelou que não foi por sua vontade que abandonou a banda. Falta de comunicação e quebra de confiança são os motivos apontados por Keisha para justificar a decisão drástica.
| “ | Muito embora não seja por minha vontade que vou sair, é chegado o tempo de começar um novo capítulo na minha vida, Só tenho coisas positivas a dizer sobre as meninas e desejo-lhes a maior das sortes (…). Por vezes a falta de comunicação e a quebra de confiança pode resultar em muitas coisas diferentes. (…) Estive onze anos na banda e alcancei muitas coisas. Isto não é o fim… mas o começo. | ” |

A banda preparou-se para lançar em Novembro o novo álbum, Sweet 7. E em seguida anunciou a substituta para Keisha: a candidata do Eurovision Jade Ewen, que lançou no começo de outubro, o que seria o primeiro single "My Man" do seu primeiro álbum, ainda sem título, em carreira solo, desde a saída do grupo "Trinity Stone" e desde a melhor posição pelo UK já ficou no Eurovision, a de quinto lugar. Jade Ewen cancelou o lançamento do álbum, que ainda estava em processo de produção, para se juntar as Sugababes.
O novo membro, Ewen, foi levado para os Estados Unidos para filmar o videoclipe do single "About a Girl" poucos dias depois de ter sido anunciado com ao substituta de Buchanan no grupo. "About a Girl" alcançou o número 8 no Reino Unido, durante um cronograma de promoção do single, Berrabah teve que voar para a Áustria para um tratamento de esgotamento nervoso resultante dos conflitos que a banda enfrentava naquele momento, O álbum Sweet 7 que já estava todo gravado e concluído, para o lançamneto em 23 de Novembro, teve que ser adiado, pois estava sendo regravado, pois os vocais de Jade substituirão os da antiga integrante. "Wear My Kiss" foi confirmado como lançamento em fevereiro de 2010 como o terceiro single, "Wear My Kiss" estreou e alcançou o 7º lugar no Reino Unido, fazendo do Sweet 7 o primeiro álbum de Sugababes desde Taller in More Ways a não conter pelo menos três top dez. O álbum estreou e chegou ao número 14 no Reino Unido.
Em março de 2010, a ex integrante do grupo, Mutya Buena solicitou à Autoridade de Marcas Europeias a propriedade do nome do grupo. O pedido foi apresentado em meio à saída de Buchanan, em que Buena insistiu que "os Sugababes terminaram" já que não havia nem uma integrante da formação original no grupo. Confirmou-se que Buena tinha obtido direitos para usar o nome em papel, papelão e mercadorias; Nomeadamente papéis de papelaria, papel de embrulho de presente e papel embrulhando fitas. Também foi revelado no mesmo mês que que o grupo estava deixando o selo Roc Nation, o motivo seria às vendas fracas do ultimo álbum.

### 2011—13: Reunião da formação original e fim do grupo
As Sugababes inicialmente começaram a gravar um oitavo álbum de estúdio em abril de 2010. Em 2011, o grupo e sua gestão Crown Talent & Media Group deixaram sua gravadora de dez anos, Island Records, para um novo acordo de distribuição de três álbuns com o Sony Music RCA Records. Em julho de 2011, as Sugababes comentaram seu novo álbum, afirmando: "É um pouco mais escuro, mais forte e muito nervoso." Em setembro de 2011, a banda afirmou que o novo álbum irá mostra a personalidade das integrantes: "Parece que nossas personalidades são realmente parte deste álbum". Seu single promocional sob o titulo de "Freedom", foi lançado gratuitamente em 25 de setembro de 2011. O grupo iniciou um hiato por tempo indefinido, no final de 2011, Para que as integrantes possam trabalhar em projetos individuais. Heidi participou da competição "Dancing on Ice", Berrabah começou a trabalhar em um material solo E Ewen participou como concorrente no reality show "Celebrity Splash!"
Em 20 de julho de 2012, Donaghy, Buena e Buchanan confirmaram a sua reunião, após rumores. O trio original não será capaz de lançar músicas sob o nome "Sugababes", como ele ainda estáva sendo usado no momento pelas atuais integrantes da banda. Elas em vez disso, vão lançar músicas sob o novo nome da banda, "Mutya Keisha Siobhan".
Em 15 de março de 2013, Ewen confirmou que os Sugababes gravariam músicas novas "antes do fim do ano", afirmando: "Acho que provavelmente vamos voltar juntas novamente no final do ano. Não há data de lançamento em breve." Em 16 de maio de 2013 Amelle Berrabah revelou que o grupo estava escrevendo material novo para seu novo álbum e esperava lançar novas músicas em 2014. No entanto, a colega Jade Ewen expressou mais tarde seus sentimentos em relação ao futuro do grupo, sendo incerta, afirmando que o grupo está "praticamente acabado", o que levou a relatos sugerindo que o grupo teria definitivamente acabado. Porém Berrabah desmentiu sua companheira de banda, afirmando que o Suagababes não havia acabado e que acreditava que o grupo voltaria a se reunir no final de 2014. Portanto, não tem certeza sobre quais são as futuras intenções da banda. Em 6 de setembro de 2013, foi publicada uma entrevista no qual Ewen confirmou que o grupo definitivamente havia se separado em 2011 e já não voltariam mais, e que era injusto fazerem os fãs acreditarem que elas voltariam.

### 2019—presente: Retorno com a formação original e The Lost Tapes
Em julho de 2019, Buena disse ao The Sun que ela, Donaghy e Buchanan "estavam trabalhando em novas músicas e têm um projeto secreto que deve ser divulgado ainda este ano. Além disso, estamos trabalhando em algo especial para nossos fãs que está saindo para o nosso 20º aniversário, além da música que planejamos para uma turnê. Precisamos divulgá-la para que todos possam nos ver e ouvir novamente. Tudo o que estamos trabalhando será o clássico som Sugababes/MKS. Estou animada para chegar lá".
Em agosto de 2019, o DJ Spoony anunciou que o trio original apareceria em seu próximo álbum Garage Classical, regravando a música "Flowers" de Sweet Female Attitude. Em setembro de 2019, a lista oficial de faixas do álbum mostrou o trio sendo creditado como Sugababes pela primeira vez desde 2001.No final de 2022 voltaram com sua turnê.

## Discografia
- One Touch (2000)
- Angels with Dirty Faces (2002)
- Three (2003)
- Taller in More Ways (2005)
- Change (2007)
- Catfights and Spotlights (2008)
- Sweet 7 (2010)
- The Lost Tapes (2022)

## Integrantes
- Keisha Buchanan (1998–2009, 2019–presente)
- Mutya Buena (1998–2005, 2019–presente)
- Siobhán Donaghy (1998–2001, 2019–presente)
- Heidi Range (2001–2011)
- Amelle Berrabah (2005–2011)
- Jade Ewen (2009–2011)

## Turnês
| Como atração principal - Overload Tour (2000) - Angels with Dirty Faces Tour (2003) - Three Tour (2004) - Taller In More Ways Tour (2006) - Overloaded: The Singles Tour (2007) - Change Tour (2008) | Como banda de abertura - No Angels - Four Seasons Tour (2002) - Take That - The Ultimate Tour (2006) |